# Rick James
James Ambrose Johnson Jr. (Buffalo, 1948. február 1. – Los Angeles, 2004. augusztus 6.) amerikai zenész, énekes-dalszerző és lemezproducer. A New York-i Buffalóban nevelkedett. Zenei karrierjét tinédzser korában kezdte. Több együttesben is játszott, mielőtt belépett volna az amerikai haditengerészetbe. 1964-ben kilépett és Torontóba dezertált. Itt megalapította a The Mynah Birds nevű rockegyüttest, amely 1966-ban a Motown Records-szal kötött szerződést. A katonai hatóságok azonban kiderítették a hollétét és börtönbe zárták a dezertálás miatt. Miután kiengedték a börtönből, Kaliforniába költözött, ahol több együttest is alapított az 1960-as és 1970-es évek során.
1977-ben megalapította a Stone City Bandet, amely szülővárosában népszerűnek számított. Végül szerződést kötött a Gordy Records-szal és 1978-ban kiadta első albumát Come Get It! címmel. A lemez legismertebb dalai a "You & I" és "Mary Jane". 1981-ben jelentette meg legsikeresebb albumát, a Street Songs-ot. Ezen szerepel két leghíresebb dala, a "Give It to Me Baby" és a "Super Freak". James olyan előadók producereként is dolgozott, mint Teena Marie, a Mary Jane Girls, a Temptations, Eddie Murphy és Smokey Robinson.
Legnagyobb sikerét az 1985-ös Glow című albummal érte el. James egyetlen Grammy-díjat nyert, a "Super Freak" című dal révén. A kilencvenes évekre karrierje veszélybe került a kábítószer-függősége miatt. 1993-ban letartóztatták, mivel a crack hatása alatt elrabolt és bántalmazott két nőt. Ezért három év börtönbüntetésre ítélték. 1996-ban kiengedték, és 1997-ben megjelentette következő albumát, Urban Rapsody címmel. 
Olyan tévéműsorokban is szerepelt, mint a Chappelle’s Show, a South Parkés A szupercsapat. 2004-ben hunyt el, szívelégtelenség következtében. 56 éves volt.

## Élete
1948. február 1-jén született Buffalóban, Mabel és James Ambrose Johnson Sr. gyermekeként. Hét testvére volt. Ministráns volt a St. Bridget's Catholic Church templomban. Amikor James tíz éves volt, apja elhagyta a családot. Anyja Katherine Dunham egyik táncosa volt, majd takarítóként is dolgozott. James Glow című önéletrajzi könyvében elmondta, hogy "9 vagy 10 éves korában" vesztette el szüzességét. A Bennett High Schoolban tanult. Már fiatal korában drogozni kezdett, és le is tartóztatták betörés miatt. 14 vagy 15 éves korában belépett az amerikai haditengerészetbe. Ekkoriban helyi dzsesszegyüttesek dobosaként is tevékenykedett.

## Önéletrajza
2004-ben kezdett el dolgozni önéletrajzán, a The Confessions of Rick James: Memoirs of a Super Freak-en. A könyv végül 2007-ben jelent meg. David Ritz újságíró szerint azonban ez a változat nem tükrözte azt, ahogyan a zenész ábrázolni szerette volna magát. 2014-ben Ritz kiadta a könyv új verzióját, Glow: The Autobiography of Rick James címmel.

## Dokumentumfilm
2021-ben dokumentumfilm készült az életéről, Bitchin': The Sound and Fury of Rick James címmel. A filmet Sacha Jenkins rendezte, és a Showtime tévécsatorna vetítette. A Rotten Tomatoes oldalán a maximális 100%-ot szerezte meg, 13 kritikus véleménye alapján.

## Magánélete
Többször házasodott. Syville Morgan-től két gyermeke született: Tyenza és Rick Jr.
1982-től 1984-ig Linda Blair színésznővel járt. Kapcsolatuk elején Blair terhes lett és abortuszt követett el.
1989-ben ismerkedett meg Tanya Hijazi-val. 1990-ben kezdtek járni. 1993-ban gyerekük született, Tazman. 1996-ban házasodtak össze és 2002-ben váltak el.
James közeli kapcsolatban állt Teena Marie-val, akit 1979-ben ismert meg. Marie szerint "két hétig voltak jegyesek." Kapcsolatuk 2004-ben ért véget.

## Halála
2004. augusztus 6-án James gondozója holtan találta őt a Los Angeles-i otthonában. 56 éves volt. Sujata Murthy újságíró szerint természetes körülmények között halt meg. A boncolás során azonban több kábítószert is találtak. A buffalói Forest Lawn Cemetery temetőben helyezték örök nyugalomra.

## Diszkográfia
- Come Get It! a The Stone City Banddel (1978)
- Bustin' Out of L Seven (1979)
- Fire It Up (1979)
- Garden of Love (1980)
- Street Songs (1981)
- Throwin' Down (1982)
- Cold Blooded (1983)
- Glow (1985)
- The Flag (1986)
- Wonderful (1988)
- Kickin' (1989)
- Urban Rapsody (1997)
- Rick James Forever (2005)[26]
- Deeper Still (2007)